# Leptopholcus debilis
Leptopholcus debilis là một loài nhện trong họ Pholcidae. Loài này được phát hiện ở Kameroen.